# Erytroblast
Een erytroblast ontstaat tijdens de erytropoëse en is een voorloper van de rode bloedcel. Na de celdeling van de pro-erytroblasten ontstaan allereerst de basofiele erytroblasten. Hun celkern is relatief klein en bevat samengeklonterde chromatine. Door verdere verkleining van de celkern en afname van het basofiele karakter ontstaan de polychromatische erytroblasten (ook wel macroblasten genoemd). Deze synthetiseren met behulp van de ribosoom-achtige granules de rode bloedkleurstof hemoglobine en hopen deze stof in hun cel op, waardoor het cytoplasma met zure kleurstoffen (acidofiel) meer en meer kleurbaar wordt. Uiteindelijk ontstaat dan de normoblast.
Een megaloblast is een ongewoon grote erytroblast die gepaard gaat met pernicieuze anemie en deficiëntie (samen genoemd megaloblastische anemie).

## Ontwikkeling
De volgende drie stadia in de ontwikkeling van een erytroblast kunnen onderscheiden worden.
| Afbeelding | Naam                                                          |
| ---------- | ------------------------------------------------------------- |
|            | Basofiele erytroblast                                         |
|            | Polychromatische erytroblast (ook polychromatofiel genoemd)   |
|            | Orthochromatische erytroblast (ook orthochromatofiel genoemd) |

## Overzichthematopoëtische stamcelrode beenmerg
| Hematopoëse            | Hematopoëse          | Hematopoëse            | Hematopoëse | Hematopoëse | Hematopoëse | Hematopoëse | Hematopoëse | Hematopoëse     | Hematopoëse    |
| ---------------------- | -------------------- | ---------------------- | ----------- | ----------- | ----------- | ----------- | ----------- | --------------- | -------------- |
| Leukopoëse             | Leukopoëse           | Leukopoëse             | Leukopoëse  | Leukopoëse  | Leukopoëse  | Leukopoëse  | Leukopoëse  | Erytropoëse     | Trombopoëse    |
| Myeloblast             | Myeloblast           | Myeloblast             | Monoblast   | Lymfoblast  | Lymfoblast  | Lymfoblast  |             | Pro-erytroblast | Megakaryoblast |
| Myeloblast             | Myeloblast           | Myeloblast             | Monoblast   | Lymfoblast  | Lymfoblast  | Lymfoblast  | Erytroblast |                 | Megakaryoblast |
| Myeloblast             | Myeloblast           | Myeloblast             | Monoblast   | Lymfoblast  | Lymfoblast  | Lymfoblast  | Normoblast  |                 | Megakaryoblast |
| Promyelocyt            | Promyelocyt          | Promyelocyt            | Monocyt     | Lymfocyt    | Lymfocyt    | Lymfocyt    | Reticulocyt | Megakaryocyt    |                |
| Neutrofiele granulocyt | Basofiele granulocyt | Eosinofiele granulocyt | Macrofaag   | B-cel       | T-cel       | NK-cel      | Mastocyt    | Erytrocyt       | Trombocyt      |